# Laura Mennell
Laura Mennell (Surrey, British Columbia; 18 de abril de 1980) es una actriz de cine y televisión canadiense conocida por sus papeles en 13 fantasmas, The Man in the High Castle, Watchmen, Project Blue Book y Batwoman. Entre 2011 y 2012, coprotagonizó la serie de televisión de ciencia ficción Alphas. Además apareció como Charlotte Cross en la quinta temporada de la serie de SyFy Haven, y protagonizó la serie de comedia Loudermilk de 2017 a 2020. 

## Biografía

### Orígenes y primeros años
Laura Mennell nació el 18 de abril de 1980 en Surrey, British Columbia, Canadá. Es de ascendencia irlandesa, británica y francesa. Dice que era una «gran fanática del teatro en la escuela secundaria». Mennell es prima de Alan Young, quien fue la voz de Scrooge McDuck y protagonista de la clásica serie de televisión Mister Ed (1961).
Habla francés con fluidez, ya que durante la escuela primaria y secundaria asistía a escuelas de inmersión en francés . 

### Carrera
Comenzó su carrera como actriz en un episodio de la serie Millennium en 1999, y en la película de terror adolescente para televisión I've Been Waiting for You  en 1998. Su primer papel protagonista importante llegó en la película de suspense y terror de bajo presupuesto de 2004 11:11. Durante la última década, ha trabajado en programas para la cadena de televisión Syfy como Alphas (2011) y Haven (2010), así como en la película para televisión Vuelo 93 (2006) de A&E, que fue nominada a seis Emmy, incluyendo mejor telefilm (2006). En 2009, Laura apareció en la exitosa película de Warner Brother Watchmen, donde interpretó a Janey Slater, el interés amoroso de John Osterman / Dr. Manhattan (Billy Crudup).
Ha actuado en papeles recurrentes e invitada en series como Motive (2013), Fringe (Al límite; 2008), Sobrenatural (2005), Smallville (2001), Stargate Atlantis (2005), y en la película para televisión Cuando habla el corazón (2014), entre otros. Asimismo, ha trabajado en el programa infantil The Electric Company y en la compañía de teatro canadiense The Arts Club Theatre's interpretando la obra «Tear The Curtain!» en Vancouver en 2011, y en el Canadian Stage de Toronto en 2012. Por su actuación en Tear The Curtain! fue nominada para un premio Jessie Richardson Theatre a la mejor interpretación de una protagonista femenina. Además, también fue nominada en los Vancouver's Leo Awards a la mejor interpretación de una protagonista femenina por la serie de ciencia ficción Alphas (2011).
Entre 2011 y 2012 coprotagonizó la serie de televisión de ciencia ficción Alphas. De 2014 a 2015 Laura apareció como Charlotte Cross en la quinta temporada de la serie de SyFy Haven. De 2017 a 2020 protagonizó la serie de comedia Loudermilk. En 2019 interpretó el papel de la periodista Thelma Harris en la tercera temporada de la serie de Amazon Studios The Man in the High Castle (El hombre en el castillo), basada parcialmente en la novela homónima del autor de ciencia ficción Philip K. Dick.
Entre 2019 y 2020 interpretó el papel de Mimi Hynek en la serie de History Project Blue Book. En 2020, por su actuación en Project Blue Book fue nominada a Mejor Actriz de Reparto de los Premios UBCP que concede la Unión de Intérpretes de la Columbia Británica (Union of British Columbia Performers). El 7 de mayo de 2020 el creador de Project Blue Book, David O'Leary, develó en su cuenta de Twitter que History Channel había decidido no renovar el programa para una tercera temporada.
En 2021 interpretó el papel de Evelyn Rhyme / Enigma en la serie de televisión estadounidense de superhéroes Batwoman, basada en el personaje de DC Comics Kate Kane / Batwoman.

## Filmografía

### Cine
| Año  | Título                             | Papel                        | Notas        |
| ---- | ---------------------------------- | ---------------------------- | ------------ |
| 2001 | 13 fantasmas                       | Susan LeGrow/La Mujer Atada. |              |
| 2003 | Alarium                            | Vivienne                     | Cortometraje |
| 2004 | White Grease Paint                 |                              | Cortometraje |
| 2004 | 11:11                              | Sara Tobias                  |              |
| 2007 | The Visitor                        | Teacher                      | Cortometraje |
| 2007 | Trick 'r Treat                     | Allie                        |              |
| 2008 | Elegy                              | Chica guapa                  |              |
| 2008 | Christmas Cottage                  | Nicole – Portrait            |              |
| 2009 | Watchmen                           | Janey Slater                 |              |
| 2009 | Driven to Kill                     | Lanie Drachev                |              |
| 2010 | The Homestead                      | Jane                         | Cortometraje |
| 2017 | Limina                             | Lois                         | Cortometraje |
| 2022 | Dangerous Game: The Legacy Murders | Marie                        |              |
| 2025 | El mono                            | La madre de Petey            |              |

### Televisión
| Año       | Título                        | Papel                   | Notas                                                             |
| --------- | ----------------------------- | ----------------------- | ----------------------------------------------------------------- |
| 1998      | I've Been Waiting for You     | Sarah Lancaster         | Telefilme                                                         |
| 1999      | Millennium                    | Sorority Sister #1      | Episodio: «Collateral Damage»                                     |
| 1999      | Stargate SG-1                 | Mary                    | Temporada 3 Episodio 8: «Demons»                                  |
| 2000      | Scorn                         | Lisa                    | Telefilme                                                         |
| 2001      | Special Unit 2                | Amber / Naughty Girl #3 | Episodio: «The Eve»                                               |
| 2001      | Cold Squad                    | Larisa Childs           | Episodio: «The Needle and the Debutante»                          |
| 2002      | UC: Undercover                | Collin's Daughter       | Episodio: «Teddy C»                                               |
| 2003      | Andrómeda                     | Siara                   | Episodio: «Conduit to Destiny»                                    |
| 2004      | Tan muertos como yo           | Desiree                 | Episodio: «Rites of Passage»                                      |
| 2005      | Stargate Atlantis             | Sanir                   | Episodio: «The Brotherhood»                                       |
| 2005      | Personal Effects              | Nicole Forester         | Telefilme                                                         |
| 2006      | The L Word                    | Sister Toni             | Dos episodios                                                     |
| 2006      | Flight 93                     | Elizabeth Wainio        | Telefilme                                                         |
| 2007      | Montana Sky                   | Lily Mercy              | Telefilme                                                         |
| 2007      | Perseguida                    | Marlene Brenden         | Telefilme                                                         |
| 2007      | The 4400                      | Joven Audrey Parker     | Episodio: «Audrey Parker's Come and Gone»                         |
| 2007      | Fallen                        | Penemue                 | Episodio: «The Time of the Redeemer»                              |
| 2007      | Sanctuary                     | Caird                   | Miniserie; 4 episodios                                            |
| 2007      | Flash Gordon                  | Lilian                  | Episodio: «Life Source»                                           |
| 2007      | Blood Ties                    | Christina               | Episodio: «The Devil You Know»                                    |
| 2008      | Sanctuary                     | Caird                   | Episodio: «Fata Morgana»                                          |
| 2008      | The Christmas Clause          | Jill                    | Telefilme                                                         |
| 2009      | Eureka                        | Dr.a Rivers             | Episodio: «Shower the People»                                     |
| 2009      | Sight Unseen                  | Cloe                    | Telefilme                                                         |
| 2009      | Health Nutz                   | Jennifer Noir           | Telefilme                                                         |
| 2009      | Smallville                    | Toni                    | Episodio: «Infamous»                                              |
| 2010      | A Trace of Danger             | Beth                    | Telefilme                                                         |
| 2010      | Fringe                        | Rose Falls              | Episodio: «Johari Window»                                         |
| 2010      | Hard Ride to Hell             | Tessa                   | Video                                                             |
| 2010      | Supernatural                  | Brigitta Djinn          | Episodios: «Exile on Main St.» y «Caged Heat»                     |
| 2011      | Smallville                    | Janet Dawson            | Episodio: «Finale»                                                |
| 2011–2012 | Alphas                        | Nina Theroux            | Papel principal (temporadas 1–2); 24 episodios                    |
| 2013      | Republic of Doyle             | Rachel Malloy           | Episodio: «The Works»                                             |
| 2013      | The Christmas Ornament        | Rebecca                 | Telefilme                                                         |
| 2014      | Motive                        | Samantha Turner         | Papel recurrente (temporada 2); 8 episodios                       |
| 2014      | Stolen from the Womb          | Chelsey Miller          | Telefilme                                                         |
| 2014-2015 | Haven                         | Charlotte Cross         | Papel recurrente (temporada 5); 13 episodios                      |
| 2015      | My New Best Friend            | Samantha                | Telefilme                                                         |
| 2015      | Cuando habla el corazón       | Samantha Madison        | Dos episodios                                                     |
| 2015      | Gourmet Detective             | Pauline Duquette        | Telefilme                                                         |
| 2015      | A Country Wedding             | Catherine               | Telefilme                                                         |
| 2015      | Cedar Cove                    | Kelly                   | Dos episodios                                                     |
| 2015      | Girlfriends' Guide to Divorce | Marria                  | Episodio: «Rule #605: You Can Go Home Again»                      |
| 2016      | Legends of Tomorrow           | Gail Knox               | Episodio: «Night of the Hawk»                                     |
| 2016      | Travelers                     | ADA Peckham             | Episodio: «Donner»                                                |
| 2016-2021 | Van Helsing                   | Rebecca                 | Principal (temporada 1), invitado (temporada 2 y 5); 10 episodios |
| 2017      | Real Detective                | Tammy Armstrong         | Episodio: «Every Rose Has a Thorn»                                |
| 2017      | Loudermilk                    | Allison                 | Papel principal (temporada 1–2); 14 episodios                     |
| 2017      | Instintos maternales          | Heather                 | Telefilme                                                         |
| 2018      | The Man In The High Castle    | Thelma Harris           | Papel recurrente (temporada 3); 9 episodios                       |
| 2019-2020 | Project Blue Book             | Mimi Hynek              | Papel principal (temporada 1–2); 20 episodios                     |
| 2021      | Two Sentence Horror Stories   | Kora                    | Episodio «Essence» (temporada 3)                                  |
| 2021      | Batwoman                      | Evelyn Rhyme / Enigma   | Papel recurrente (temporada 2); 6 episodios                       |
| 2023      | Goosebumps                    | Eliza                   | 7 episodios                                                       |